# Telecommunicatiemuseum (Suriname)
Het Telecommunicatiemuseum is een museum in Nieuw-Amsterdam in het district Commewijne in Suriname
Het museum werd op 17 augustus 2013 geopend door Telesur, het telecombedrijf in Suriname dat eigendom is van de overheid. Het staat direct naast het Openluchtmuseum Fort Nieuw-Amsterdam, tegenover het districtscommissariaat van Commewijne.
Het museum richt zich op de geschiedenis van de Surinaamse telecommunicatie. Het neemt deel aan het jaarlijkse evenement Museumn8.